# Соляний склад Ротерманна
Соляни́й склад Ро́терманна (ест. Rotermanni soolaladu) — зразок промислової архітектури Естонії початку XX століття. Входить до архітектурного ансамблю кварталу Ротерманна. Внесено до Державного регістру пам'яток культури Естонії. Розташований у Таллінні за адресою вулиця Ахтрі, 2.

## Опис
Соляний склад побудовано з плитняку. Його архітектурний стиль має прямі посилання на замкову архітектуру, де товсті стіни акцентовано контрфорсами, є великі поверхні без вікон і чотирикутні кутові вежі. У внутрішніх приміщеннях першого поверху спочатку був склад для зберігання солі, на другому поверсі приміщення, що простягається через весь будинок, призначалося для переробки солі. Нині перший поверх є підвальним приміщенням, а другий поділено на чотири поверхи. У зовнішніх стінах будівлі пробито нові віконні отвори.

## Історія
Перші будівлі кварталу Ротерманна з'явилися на північній стороні площі Віру 1849 року. Збільшення виробництва продуктів харчування та деревообробки на початку XX століття призвело до виникнення промислового комплексу, що зайняв цілий міський квартал. Тут зводилися заводи, фабрики, склади та інші промислові будівлі.
Будівництво соляного складу розпочато в 1905 та завершено в 1908 році. Автор проєкту — остзейський німець, архітектор Ернст Буштедт . Замовник — великий фабрикант Християн Бартольд Ротерманн.
Підприємства Ротерманна завершили свою діяльність 1940 року. Від 1945 до 1990 року в будинках кварталу працювало кілька державних зернопереробних підприємств.
У 1995—1996 роках будівлю відреставровано (автори проєкту: архітектор Юло Пейл і художник з інтер'єру Тасо Мяхар) і стала архітектурно-художнім центром. 1996 року на верхньому поверсі будівлі розмістився Естонський музей архітектури, а на нижньому поверсі — виставковий зал Естонського художнього музею. 2005 року художній музей виїхав із будівлі.